# العلاقات البوتانية البولندية
العلاقات البوتانية البولندية هي العلاقات الثنائية التي تجمع بين بوتان وبولندا.

## مقارنة بين البلدين
هذه مقارنة عامة ومرجعية للدولتين:
| وجه المقارنة                                              | بوتان          | بولندا                                                                             |
| --------------------------------------------------------- | -------------- | ---------------------------------------------------------------------------------- |
| المساحة (كم2)                                             | 38.39 ألف      | 312.68 ألف                                                                         |
| عدد السكان (نسمة)                                         | 807.61 ألف     | 38.43 مليون                                                                        |
| الكثافة السكانية (ن./كم²)                                 | 21.04          | 122.91                                                                             |
| العاصمة                                                   | تيمفو          | وارسو                                                                              |
| اللغة الرسمية                                             | لغة دزونكا     | اللغة البولندية                                                                    |
| العملة                                                    | نغولترم بوتاني | زلوتي بولندي                                                                       |
| الناتج المحلي الإجمالي (بليون دولار)                      | 2.51 مليار     | 524.51 مليار                                                                       |
| الناتج المحلي الإجمالي (تعادل القوة الشرائية) بليون دولار | 6.49 مليار     | 1.02 تريليون                                                                       |
| الناتج المحلي الإجمالي الاسمي للفرد دولار أمريكي          | 2.66 ألف       | 12.55 ألف                                                                          |
| الناتج المحلي الإجمالي للفرد دولار أمريكي                 | 7.82 ألف       | 26.14 ألف                                                                          |
| مؤشر التنمية البشرية                                      | 0.605          | 0.843                                                                              |
| رمز المكالمات الدولي                                      | +975           | +48                                                                                |
| رمز الإنترنت                                              | .bt            | .pl                                                                                |
| المنطقة الزمنية                                           | ت ع م+06:00    | توقيت وسط أوروبا، ت ع م+01:00، ت ع م+02:00، أوروبا/وارسو ‏، توقيت وسط أوروبا الصيفي |

## منظمات دولية مشتركة
يشترك البلدان في عضوية مجموعة من المنظمات الدولية، منها:
| علم المنظمة | اسم المنظمة                        | تاريخ انضمام بوتان | تاريخ انضمام بولندا |
| ----------- | ---------------------------------- | ------------------ | ------------------- |
|             | وكالة ضمان الاستثمار متعدد الأطراف | 21 أكتوبر 2014     | 29 يونيو 1990       |
|             | منظمة الشرطة الجنائية الدولية      | ?                  | ?                   |
|             | منظمة حظر الأسلحة الكيميائية       | ?                  | ?                   |
|             | الأمم المتحدة                      | 21 سبتمبر 1971     | 24 أكتوبر 1945      |
|             | مؤسسة التمويل الدولية              | 1 ديسمبر 2003      | 29 ديسمبر 1987      |
|             | يونسكو                             | 13 أبريل 1982      | 6 نوفمبر 1946       |
|             | مؤسسة التنمية الدولية              | 28 سبتمبر 1981     | 28 أكتوبر 1960      |
|             | البنك الدولي للإنشاء والتعمير      | 28 سبتمبر 1981     | 27 يونيو 1986       |
|             | الاتحاد البريدي العالمي            | ?                  | 1 مايو 1919         |
|             | الاتحاد الدولي للاتصالات           | 15 سبتمبر 1988     | 1921                |

## وصلات خارجية
- موقع وزارة الخارجية البوتانية
- موقع وزارة الخارجية البولندية